# 陈芝馨
陳芝馨（1897年9月3日—1938年10月6日），字生庭，廣東省羅定縣人。保定軍校第六期步兵科畢業。

## 生平
1924年任粵軍第一師第一旅第二團第一營第三連連長。1926年任國民革命軍第四軍第十二師第三十四團第三營營長等，並隨軍參加北伐。1927年升任國民革命軍第十一軍第十師第二十八團團長，同年八月國民革命軍第二十軍軍長賀龍、國民革命軍第二十軍第十一軍第二十四師師長葉挺於江西南昌發動南昌起義擁護中國共產黨，第十師亦被裹脅參加；後至進賢，第十師即脫離共軍，再至安仁；陳乃離隊返回南昌，投效張發奎。
1928年1月接任國民革命軍第四軍廿六師師長兼第七十六團團長。1935年4月16日授少將銜。1936年8月任中央軍校第四分校主任兼高級軍官教育班主任。1937年8月17日授中將銜。1938年廣州淪陷，中央軍校第四分校遷往德慶縣；同年10月6日在三水馬口河沉船遇難。